# 이혜경 (소설가)
이혜경(1960년~ )은 대한민국의 소설가이다. 충청남도 보령시에서 태어났으며, 경희대학교 국어국문학과를 졸업한 뒤 2년 동안 고등학교 교사를 지냈다. 1982년 중편소설 《우리들의 떨켜》를 《세계의 문학》에 발표하면서 등단하였다. 작품을 많이 쓰지 않는 작가로 알려져 있다.
1995년에 제19회 오늘의 작가상, 1998년에 한국일보문학상, 2001년에 현대문학상, 2006년에 동인문학상을 수상했다.